# Stăuini (okręg Hunedoara)
Stăuini – wieś w Rumunii, w okręgu Hunedoara, w gminie Balșa. W 2011 roku liczyła 37 mieszkańców.